# Myrceugenia foveolata
Myrceugenia foveolata là một loài thực vật có hoa trong Họ Đào kim nương. Loài này được (O.Berg) Sobral mô tả khoa học đầu tiên năm 1986.